# Шри-Ланка на Олимпийских играх
Шри-Ланка впервые приняла участие в Олимпийских играх в 1948 году в Лондоне, под названием Доминион Цейлон. С тех пор участвовала во всех летних Олимпиадах, кроме Игр в Монреале. На Играх в Москве впервые выступила под своим теперешним названием Шри-Ланка. В зимних Олимпийских играх спортсмены Шри-Ланки никогда не участвовали.
За время выступления на Олимпийских играх спортсмены Шри-Ланки завоевали две серебряных олимпийские медали. Обе медали были завоёваны в соревнованиях по лёгкой атлетике.
Национальный Олимпийский комитет Шри-Ланки был образован в 1937 году, и признан МОК в том же году. До 1972 года страна обозначалась как Цейлон (CEY).

## Медалисты
| Медаль  | Спортсмен           | Игры        | Вид спорта      | Дисциплина                  |
| ------- | ------------------- | ----------- | --------------- | --------------------------- |
| Серебро | Дункан Уайт         | 1948 Лондон | Лёгкая атлетика | 400 м, с барьерами, мужчины |
| Серебро | Сусантика Джаясингх | 2000 Сидней | Лёгкая атлетика | 200 м, женщины              |

## Медальный зачёт
| Игры        | Золото | Серебро | Бронза | Всего |
| ----------- | ------ | ------- | ------ | ----- |
| 1948 Лондон | 0      | 1       | 0      | 1     |
| 2000 Сидней | 0      | 1       | 0      | 1     |
| Итого       | 0      | 2       | 0      | 2     |